# Jeff Okudah
Jeffrey „Jeff“ Okudah (* 2. Februar 1999 in Grand Prairie, Texas) ist ein US-amerikanischer American-Football-Spieler auf der Position des Cornerbacks für die Minnesota Vikings in der National Football League (NFL). Er spielte College Football für Ohio State und wurde von den Detroit Lions an dritter Stelle im NFL Draft 2020 ausgewählt.

## Highschool
Okudah besuchte die South Grand Prairie High School in Grand Prairie, Texas. Als Fünf-Sterne-Talent ging er an die Ohio State University, um College Football für die Ohio State Buckeyes zu spielen.

## College
Als Freshman im Jahr 2017 an der Ohio State spielte Okudah in allen 14 Spielen und hatte 17 Tackles. Als Sophomore im Jahr 2018 spielte er in 13 Spielen und verzeichnete 32 Tackles. 2019 verzeichnete er als Junior seine erste Interception gegen die Miami Redhawks. 2019 hatte Okudah als Junior 34 Tackles, 9 verteidigte Pässe und 3 Interceptions. Für seine Leistungen in dieser Saison wurde er einstimmig für das College Football All-American Team 2019 nominiert und zum Finalisten für den Jim Thorpe Award ernannt. Okudah beschloss, auf sein letztes Schuljahr zu verzichten und verkündete seine Teilnahme am NFL Draft 2020, wo er als bester Cornerback galt.

## Professionelle Karriere
| Größe                      | Gewicht        | Armlänge          | Handgröße       | 40-Yard Sprint | 10-yd Split | 20-yd Split | 20-yd Shuttle | 3 Cone Drill | Vertikaler Sprung | Weitsprung          |
| -------------------------- | -------------- | ----------------- | --------------- | -------------- | ----------- | ----------- | ------------- | ------------ | ----------------- | ------------------- |
| 1,86 m (6 ft 11⁄8 in)      | 93 kg (205 lb) | 83 cm (32 5⁄8 in) | 23 cm (91⁄8 in) | 4,48 s         | 1,47 s      |             |               |              | 1,04 m (41 in)    | 3,43 m (11 ft 3 in) |
| Alle Werte vom NFL Combine |                |                   |                 |                |             |             |               |              |                   |                     |

Okudah wurde beim NFL Draft 2020 in der ersten Runde an dritter Stelle von den Detroit Lions ausgewählt.
Er erlitt am ersten Spieltag der Saison 2021 eine Achillessehnenruptur, wodurch er den Rest der Saison verpasste.
Am 13. April 2023 gaben die Lions Okudah im Austausch gegen einen Fünftrundenpick 2023 an die Atlanta Falcons ab.
Im März 2024 unterschrieb Okudah einen Einjahresvertrag im Wert von bis zu sechs Millionen US-Dollar bei den Houston Texans.
Zur Saison 2025 nahmen die Minnesota Vikings Okudah im März 2025 unter Vertrag.